# Dig, våra fäders goda land
Dig, våra fäders goda land är en så kallad fosterländsk psalm med två verser med åtta strofer i vardera, som är författade av Johan Olof Wallin. I den omarbetade och moderniserad 1937 års psalmbok ströks denna psalm.
|  |
|  |

## Publicerad i
- 1819 års psalmbok som nr 301 under rubriken "Med avseende på särskilda personer, tider och omständigheter. 1. Överhet, undersåtar, fädernesland."